# دورين كيمورا
دورين كيمورا هي عالمة نفس كندية، ولدت في 1933 في وينيبيغ في كندا، وتوفيت في 27 فبراير 2013 في فانكوفر في كندا.